# لاري أبني
لاري أبني (بالإنجليزية: Larry Abney)‏ مواليد 19 مايو 1977 في ناياك، هو لاعب كرة سلة أمريكي معتزل. بدأ مسيرته الاحترافية في سنة 2000. يبلغ طوله 6 قدم 8 بوصة (2.0 م). اعتزل اللعب في 2012. لعب مع أوكلاهوما سيتي بلو في دوري الرابطة الوطنية لفئة التطوير.

## روابط خارجية
- لاري أبني على موقع كرة السلة الأوروبية.كوم (الإنجليزية)
- لاري أبني على موقع كلية كرة السلة في سبورتس رفرنس.كوم (الإنجليزية)
- لاري أبني على موقع ريلجم (الإنجليزية)
- لاري أبني على موقع بروبوليرز (الإنجليزية)
- لاري أبني على موقع سبورتس رفرنس (الإنجليزية)
- لاري أبني على موقع سبورتس رفرنس (الإنجليزية)